# Футбол в Литве
Футбол в Литве занимает второе после баскетбола место в рейтинге самых популярных видов спорта.

## Чемпионат
В чемпионате 2013 года участвуют 9 команд (при том, что число участников ежегодно варьируется от 8 до 12). Сезон начинается в марте-апреле по погодным условиям. Рекордсмен по количеству побед — «Экранас» с 10 чемпионствами.

## Кубок
Кубок Литвы проводится с 1990 года по олимпийской системе. По 7 титулов у «Экранаса» и «Инкараса».

## Сборная
Сборная Литвы не выходила в финальные части чемпионатов Европы и мира, поднималась максимально на 37-ю строчку в рейтинге ФИФА. Она может преподносить как приятные сюрпризы своим болельщикам (победы над Шотландией в отборе к Евро-2004 1:0, над Румынией к ЧМ-2010 3:0, над Чехией к Евро-2012 1:0), так и неприятные (проигрыш 2:0 и ничья 0:0 против Лихтенштейна в отборе к Евро-2012).

## История
В 1922 г. в Литве, как и в Польше, начались чемпионаты по футболу. Тогда, в столичном пригородном районе Пиромонтас, на месте будущего стадиона «Жальгирис» была площадка и скамейки для зрителей. Примерно в 1933—1935 гг. горожане сделали насыпи, и на восточной трибуне поставили скамейки. А центральная трибуна выглядела так же, как и современная.

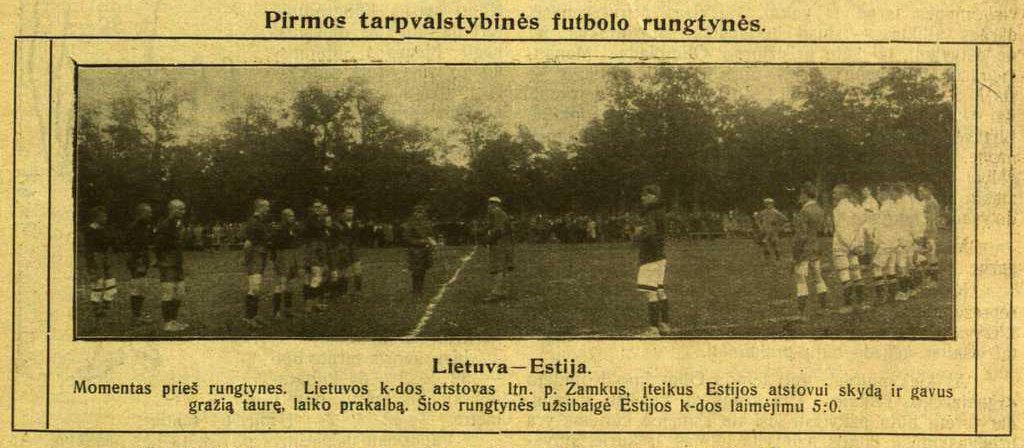
Матч 1923 года Литва — Эстония

23 июля 1953 г. на построенном стадионе «Жальгирис» (до того похожий стадион, назывался «Молодежный стадион», был в Вильнюсе возле здания будущего Сейма) прошли первые соревнования. Играл вильнюсский «Спартак» и «Дзержинец» Челябинск, вильнюсцы одержал историческую победу 10:2.
Примерно в 1955 году в Вильнюсе начали появляться футбольные общества. Стадион отдали «Спартаку». Но общества были довольно слабыми, поэтому в 1962 г. было решено объединить «Спартак» и «Жальгирис», так появилась современная команда "Жальгирис.